# المنتدى الاجتماعي العالمي

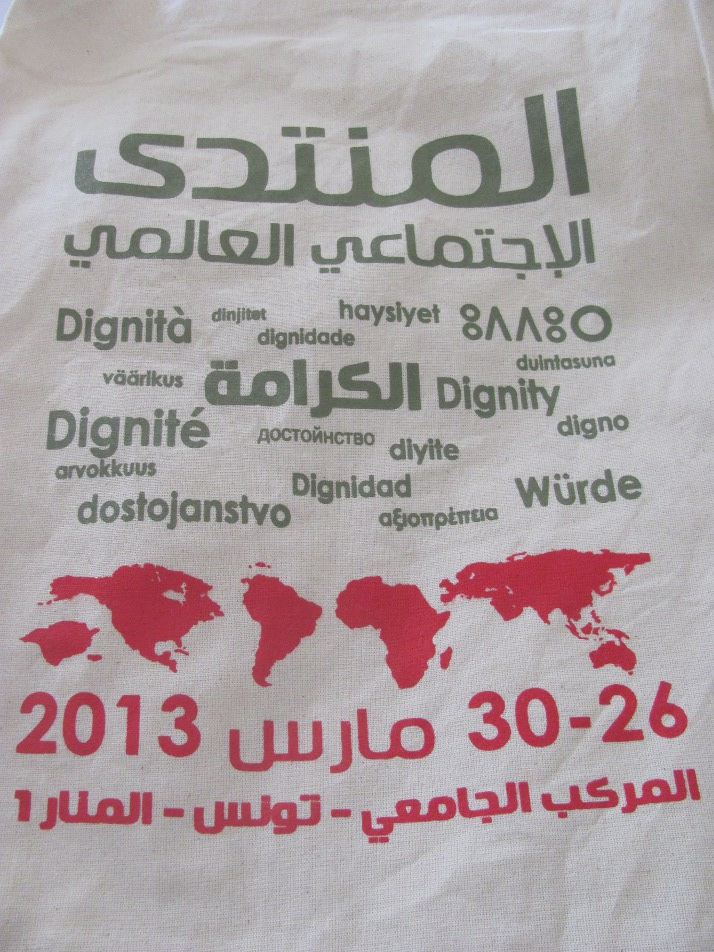

المنتدى الاجتماعي العالمي هو الاجتماع السنوي الذي يعقده أعضاء الحركة العالمية لمناهضة العولمة بهدف تنسيق حملاتهم العالمية، وتبادل وتطوير المعلومات حول الاستراتيجيات التي يعملون وفقا لها، إضافة إلى التعارف فيما بين الحركات الناشطة في مختلف أنحاء العالم وماهية القضايا التي يتبنونها.

## دورات المنتدى
قد دأب هذا المنتدى على الانعقاد في شهر كانون الثاني/ديسمبر وهو الموعد التي يجتمع فيه «منافسها الرأسمالي الأكبر» في دافوس، سويسرا، وهو «المنتدى الاقتصادي العالمي». وليس في هذا التوافق الزمني أي مصادفة. وقد تم اختيار الموعد بسبب الصعوبة المتوقعة لتنظيم التظاهرة في دافوس، ومحاولة للتأثير على التغطية الإعلامية للمنتدى الاقتصادي العالمي في وسائل الإعلام.
ساهم المنتدى الاجتماعي العالمي بتأسيس الكثير من المنتديات، منها المنتدى الاجتماعي الأوروبي، والمنتدى الاجتماعي الآسيوي، والمنتدى الاجتماعي المتوسطي، وكثير من المنتديات الاجتماعية المحلية والوطنية مثل المنتدى الاجتماعي الإيطالي ومنتدى ليفربول الاجتماعي ومنتدى بوسطن الاجتماعي. وسيعقد أول منتدى اجتماعي أمريكي في ولاية أتلانتا في يونيو/حزيران عام 2007. وتلتزم معظم المنتديات الاجتماعية، إن لم نقل أجمعها، بميثاق المنتدى الاجتماعي العالمي.
في عام 2006 عقد المنتدى الاجتماعي العالمي في مدن مختلفة حول العالم، هي كراكاس في فنزويلا وباماكو في مالي وكراتشي في الباكستان وسيعقد المنتدى في العام الجاري 2007 بنيروبي في كينيا.

## تاريخ
عقد المنتدى الاجتماعي العالمي الأول في الفترة ما بين 25 و 30 يناير/كانون الثاني 2001 في مدينة بورتو أليغري، وقد أشرفت على تنظيمه مجموعات مشاركة في حركة العولمة البديلة، منها الرابطة الفرنسية الداعية لفرض الضرائب على التحويلات المالية لمساعدة المواطنين، والمسماة أتاك. وقد شاركت حكومة بورتو اليغري في رعاية ذلك المنتدى بقيادة [حزب العمال البرازيلي] (PT). آنذاك كانت المدينة تجرب نموذجاً مبتكراً للحكومة المحلية اتحد فيه التمثيل التقليدي للمؤسسات مع مشاركة التجمعات الشعبية. حضر المنتدى نحو 12,000 شخص من مختلف بقاع العالم، في وقت شهدت فيه البرازيل لحظة تحويل أدت فيما بعد إلى فوز مرح حزب العمال البرازيلي لويس ايناسيو لولا دا سيلفا بمنصب الرئاسة.

عقد المنتدى الاجتماعي العالمي الثاني في بورتو أليغري ما بين 31 يناير و5 فبراير من عام 2002، أكثر من 12,000 مندوب رسمي يمثلون شعوب 123 بلدا، إضافة إلى 60,000 شخص حضروا 652 ورشة عمل و27 من المحادثات.

وعقد المنتدى الاجتماعي العالمي لمرة ثالثة في بورتو أليغري في كانون الثاني/يناير 2003. وقد عقدت الكثير من ورشات العمل، منها ورشة عمل تحت عنوان «الحياة بعد الرأسمالية» وقد تركزت المناقشة على اقتراح لا شيوعي ولا رأسمالي، بل خيارات تشاركية لمختلف مظاهر البنى الاجتماعية والسياسية والاقتصادية. وكان اللغوي المشهور نعوم تشومسكي من أبرز المتحدثين في ذلك المنتدى.

عقد المنتدى الاجتماعي العالمي للمرة الرابعة في بومباي، الهند، من 16 حتى 21 يناير/كانون الثاني 2004. كان من المتوقع أن يبلغ عدد الحاضرين 75,000 لكن العدد تجاوز ذلك ببضعة آلاف. وكان التنوع الثقافي أحد أبرز جوانب المنتدى. وتعلقت أبرز القرارات التي اتخذت بالبرمجيات المجانية. من ابرز المتحدثين في المنتدى الاجتماعي العالمي 2004 كان جوزيف ستيغليتز.

وعقد المنتدى الاجتماعي العالمي الخامس عام [2005] في بورتو أليغري، في البرازيل ما بين 26 و31 يناير/كانون الثاني. وقد حضره قرابة 155,000 من المشاركين المسجلين في المنتدى، معظمهم من البرازيل، والأرجنتين، والولايات المتحدة، والأوروغواي وفرنسا. وأصدر عدد من المشاركين في المنتدى بيان بورتو اليغري.

وعقد المنتدى الاجتماعي العالمي السادس «المتعدد» في كانون الثاني/يناير 2006 في كراكاس في نزويلا وباماكو في مالي ومن ثم في آذار/مارس في كراتشي الباكستان. وقد تم تأخير انعقاد المنتدى في باكستان بسبب زلزال كشمير الذي ضرب المنطقة قبيل موعد المنتدى.

سيعقد المنتدى الاجتماعي العالمي السابع في نيروبي عاصمة كينيا في كانون الثاني/يناير 2007.

## المؤتمرات
| الدورة | السنة | المدينة                              | الدولة                   |
| ------ | ----- | ------------------------------------ | ------------------------ |
| I      | 2001  | بورتو أليغري                         | البرازيل                 |
| II     | 2002  | بورتو أليغري                         | البرازيل                 |
| III    | 2003  | بورتو أليغري                         | البرازيل                 |
| IV     | 2004  | مومباي                               | الهند                    |
| V      | 2005  | بورتو أليغري                         | البرازيل                 |
| VI     | 2006  | باماكو وكراكاس (يناير) كراتشي (مارس) | مالي و فنزويلا · باكستان |
| VII    | 2007  | نيروبي                               | كينيا                    |
| VIII   | 2008  | لم يقم في مكان محدد                  |                          |
| IX     | 2009  | بيليم                                | البرازيل                 |
| X      | 2010  | لم يقم في مكان محدد                  |                          |
| XI     | 2011  | داكار                                | السنغال                  |
| XII    | 2012  | بورتو أليغري                         | البرازيل                 |
| XIII   | 2013  | تونس العاصمة                         | تونس                     |
| XIV    | 2015  | تونس العاصمة                         | تونس                     |
| XV     | 2016  | مونتريال                             | كندا                     |

## الانتقادات
تعرض المنتدى الاجتماعي العالمي لانتقادات عدة، خصوصا من الأحزاب الاشتراكية والشيوعية باعتباره لم ينتج سوى القليل من الأفكار العملية، وتركيزه بدلاً من ذلك على انتقادات عامة وغامضة ضد الاستعمار والليبرالية الجديدة. ومن ناحية أخرى يرى البعض، خاصة جماعات الفوضويين أو الثوريين أن المنتدى الاجتماعي العالمي يحاول أن يتصرف كما لو كان مركزاً لصناعة القرار نيابة عن جماعات منشقة أو معارضة، مثلما تصرفالشيوعيون الدوليون فيما سبق. كثيرون من المشاركين في المنتدى الاجتماعي العالمي قد يجيبون بأن المنتدى ليس هيئة متخصصة بإصدار القرارات، بل مكان لتداول الشؤون العامة والتشاور في أمرها. وهناك انتقاد آخر أكثر شيوعاً من السابق لكنه يسير في الاتجاه المعاكس، ومفاده: أن الجماعة لم تحدد إجراءات محددة يتم بموجبها إجماع على رأي محدد أو بيانات التأييد.